# Campagna di Shimonoseki
La campagna di Shimonoseki (下関戦争/馬関戦争?, Shimonoseki Sensō/Bakan Sensō) si riferisce a una serie di scontri militari avvenuti tra il 1863 e il 1864 per il controllo dello stretto di Shimonoseki tra le forze giapponesi dei feudatari Chōshū e una forza congiunta delle marine britanniche, francesi, statunitensi e olandesi.

## Contesto
Gli anni cinquanta e sessanta del XIX secolo in Giappone furono caratterizzati dal conflitto tra due ideologie contrapposte. Una fazione, sostenuta dallo xenofobo imperatore Kōmei sosteneva l'isolamento nei confronti del resto del mondo; l'altra, guidata dallo shogun Tokugawa voleva l'apertura al commercio estero.
Nel marzo 1863 l'imperatore Komei emise l'ordine di espellere i barbari, tuttavia l'ordine fu solo parzialmente rispettato da alcuni daimyō particolarmente fedeli alla politica del sonnō jōi. Il clan Mōri del dominio di Chōshū fu uno dei più attivi in questo campo, intraprendendo azioni contro gli stranieri e arrivando ad ordinare ai suoi uomini di aprire il fuoco su tutte le navi straniere che transitavano per lo stretto di Shimonoseki, il sottile tratto di mare largo 112 metri.
L'armamento di Chōshū era composto principalmente da cannoni antiquati, non mancavano però anche armi più moderne di fabbricazione americana, oltre a tre navi da guerra, anch'esse costruite negli Stati Uniti.
Il 25 giugno 1863 ebbe luogo il primo attacco, il piroscafo mercantile statunitense SS Pembroke, al comando del capitano Simon Cooper stava navigando tranquillamente lungo lo stretto quando fu preso a colpi di cannone dalle navi giapponesi. La nave riportò dei danni ma riuscì ad attraversare lo stretto senza vittime e il capitano Cooper, una volta arrivato a Shanghai relazionò l'accaduto al consolato americano di Yokohama.

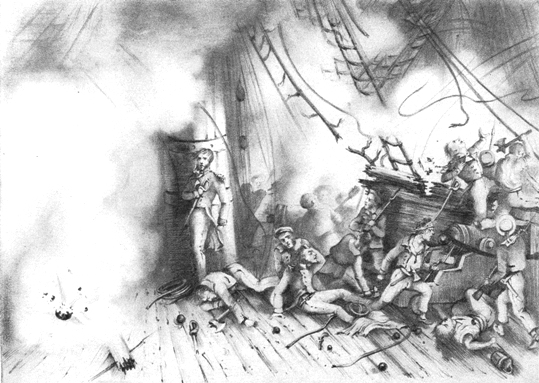
Attacco alla nave francese Kienchang

Il giorno seguente la nave postale francese Kienchang subì lo stesso destino, ma stavolta l'imbarcazione ebbe seri danni e ci furono anche quattro decessi tra i marinai.
L'11 luglio, nonostante gli avvertimenti della Kienchang la nave da guerra olandese Medusa al comando di François de Casembroot attraversò lo stretto. Il capitano era fiducioso che, visto l'imponente armamento del proprio bastimento e i buoni rapporti tra Paesi Bassi e Giappone, non sarebbe stato attaccato; ma la sua previsione si rivelò sbagliata e anche la Medusa dovette fronteggiare il fuoco nemico, a cui de Casembroot rispose aprendo anch'egli il fuoco e tentando di inseguire gli assalitori.

### Battaglia dello stretto di Shimonoseki
La mattina del 16 luglio 1863, dopo essere stato autorizzato dall'ambasciatore Robert H. Pruyn, il capitano McDougal al comando della fregata USS Wyoming attaccò la piccola flotta Chōshū affondando due navi e danneggiandone gravemente una terza. Le forze americane subirono perdite leggere (4 morti e 7 feriti) ma la Wyoming ne uscì fortemente danneggiata.

## Campagna

### Prima battaglia, 20 luglio 1863
Sulla scia dell'azione americana, il 20 luglio anche la Marine nationale francese decise di vendicare l'attacco contro i propri connazionali e pertanto due navi da guerra (l'avviso Tancrède e la corvetta Dupleix) furono inviate sul posto, con a bordo 250 uomini comandati da Benjamin Jaurès, e distrussero un piccolo villaggio sede di una postazione di artiglieria.
L'intervento della marina francese fu appoggiato dal plenipotenziario in Giappone Duchesne de Bellecourt, ma il governo francese una volta informato dei fatti criticò l'operazione affermando che c'erano altre operazioni ben più importanti in corso e l'attacco era stato un inutile spreco di risorse. Anche a causa di questo de Bellecourt fu rimosso dalla sua posizione l'anno seguente.
Jaures ricevette anche le congratulazioni dello shogunato Tokugawa per le sue azioni contro le rappresaglie anti-stranieri.

### Diplomazia

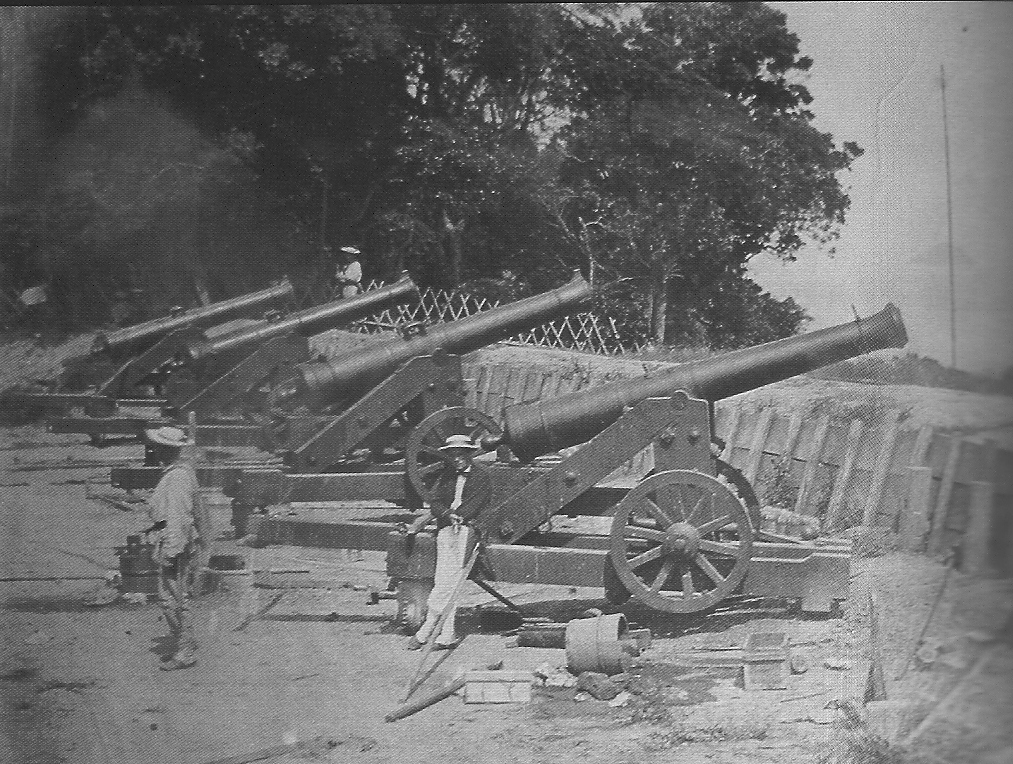
Cannoni requisiti dalla Marine nationale a Shimonoseki

Le potenze straniere tentarono più volte di negoziare una riapertura dello stretto al passaggio sicuro delle loro navi, nel frattempo per tutto il Giappone le repressioni contro gli stranieri aumentarono, culminando nell'attacco contro l'ambasciata americana a Tokyo.
I negoziati non condussero ad alcun risultato e per tutta la prima metà del 1864 lo stretto rimase chiuso alle navi straniere. L'ambasciatore inglese Sir Rutherford Alcock si incontrò con la sua controparte americana Robert Pruyn per considerare l'ipotesi di un'azione militare congiunta. L'ipotesi venne approvata anche dallo shogunato, che appoggiava in pieno le rivendicazioni delle potenze occidentali.
In quel periodo la Francia era impegnata in Messico per sostenere l'imperatore Massimiliano I e prese parte solo marginalmente all'operazione. Anche gli Stati Uniti erano in piena guerra civile e il loro apporto fu limitato. Al contrario gli inglesi fecero arrivare quindici navi da guerra nella zona, coadiuvati da quattro navi olandesi.
Nonostante la diplomazia in corso, un nuovo attacco a luglio contro l'americana Monitor che stava entrando in porto fu la goccia che fece traboccare il vaso e i britannici diedero un ultimatum a Takachika, imponendogli di riaprire lo stretto alle navi straniere pena l'intervento militare delle potenze coinvolte.

### Battaglia finale, 5-6 settembre 1864

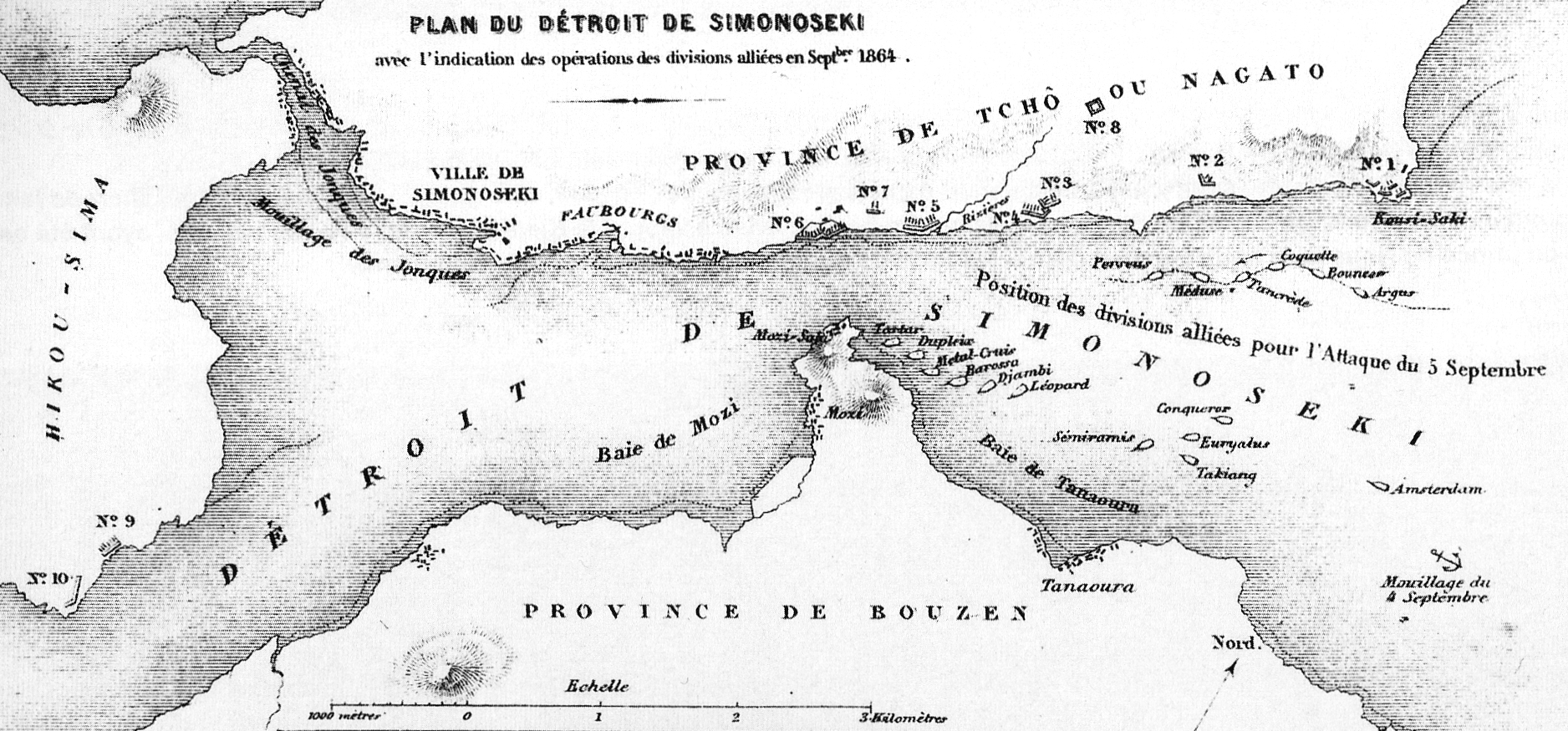
Mappa delle operazioni

Il 17 agosto 1864, nove navi britanniche (Euryalus, Conqueror, Tartar, Leopard, Barrosa, Perseus, Argus, Coquette e Bouncer), quattro olandesi (Amsterdam, Medusa, Metalen-Kruis e D'Jambi), tre francesi (Tancrède, Sémiramis e Dupleix), con 2 000 uomini comandati dall' ammiraglio Sir Augustus Leopold Kuper della Royal Navy, partì da Yokohama in direzione Shimonoseki.
L'americana Ta-Kiang fornì supporto all'operazione ma non prese parte attiva ai combattimenti. Il 5 e 6 settembre la flotta arrivò nello stretto e bombardò le navi e le installazioni costiere dei Chōshū. Il daimyō si arrese l'8 settembre di fronte alla netta superiorità degli alleati.
Gli alleati ebbero 72 perdite tra morti e feriti e due navi (entrambe britanniche) furono danneggiate. Alla battaglia prese parte anche il diciassettenne Duncan Gordon Boyes, che per l'occasione fu decorato con la Victoria Cross.

## Conclusione
Dopo la battaglia i Chosu decisero di scendere a patti e gli alleati imposero il pagamento di un'indennità di 3 000 000 di dollari. Tale risarcimento tuttavia era spropositato e per questo non fu mai pagato, in sostituzione però gli alleati ottennero l'apertura del porto di Hyōgo (兵庫) - l’attuale Kōbe - e Osaka (大阪) – alle navi straniere e una riduzione delle tasse sul commercio del 5%.